# Cornificiani
I cornificiani furono dei dialettici del XII secolo che derivavano il loro nome da Cornificio, retore latino del I secolo a.C., un personaggio, citato anche da Quintiliano , di cui non si ha nessuna notizia certa e che viene indicato come il probabile autore della Rhetorica ad Herennium   attribuita impropriamente anche a Cicerone.
Non sappiamo se i cornificiani si identificassero in una vera e propria scuola che avesse una sua specifica dottrina che facesse capo a Cornificio e se questi fosse storicamente il suo fondatore. Cornificio è infatti uno pseudonimo che viene attribuito nella Vita Vergilii di Elio Donato a un personaggio che nell'opera ha il ruolo di detrattore di Virgilio. 
I cornificiani sono oggetto della accesa critica di Giovanni di Salisbury che nel suo Metalogicon li identifica con gli antichi sofisti; i seguaci di Cornificio, egli scrive, «sono gente che concepisce non si sa quale arduo pensiero e ignoto a tutti i sapienti nel gonfiore del suo ventoso polmone, sicché non si degna di rispondere a nessuno né di ascoltare qualcuno pazientemente. Qualunque tesi tu gli proponga ti insulterà o riderà [...] nella scuola dei cornificiani si discuteva allora questa questione, se il porco condotto al mercato sia tenuto dall'uomo o dalla corda. Altra questione: se ha comprato anche il cappuccio chi ha comprato la cappa intera.» 
Giovanni di Salisbury, nel primo libro del Metalogicon, presenta i cornificiani come dei detrattori delle arti del trivio (retorica, grammatica e dialettica) il cui insegnamento è ritenuto passatista e tradizionalista: essi invece sostengono il valido uso del linguaggio comune e il rifarsi all'esperienza fondata sui sensi come unica fonte di vera conoscenza. Lo studio dei classici va rigettato e bisogna mettere da parte le regole dell'eloquenza se si vuole raggiungere il sapere autentico.
Nella disputa sugli universali tra i realisti e i nominalisti, i cornificiani traducevano le posizioni contrapposte in formule e, confrontandole tra loro, ne facevano risaltare le contraddizioni, cosicché ne risultava una generale inconsistenza, tanto che essi caddero nello scetticismo, tanto che, come sostiene Giovanni di Salisbury, abbandonarono le questioni filosofiche e, rinchiusisi nei conventi, si dettero alla pratica della medicina. 